# 徳永澄憲
徳永 澄憲（とくなが すみのり、1952年 - ）は、日本の経済学者。Ph.D.（ペンシルベニア大学）。筑波大学名誉教授、麗澤大学学長、日本地域学会会長。ペンシルベニア大学・レディング大学等の客員研究員併任。
愛媛県出身。名古屋市立大学経済学部教授、筑波大学教授・生物資源学類長・生物資源科学専攻長を歴任。
1996年5月から1997年11月にかけて、インドネシア国家経済開発庁（BAPPENAS）経済顧問（JICA長期専門家）を務めた。1999年に日本地域学会論文賞、2009年・2015年に同学会著作賞を受賞。

## 経歴

### 学歴
- 1970年3月 麗澤瑞浪高等学校卒業[3]
- 1976年3月 東京教育大学農学部農村経済学科卒業
- 1982年3月 筑波大学大学院社会科学研究科計量計画学専攻博士課程単位取得満期退学
- 1992年5月 ペンシルベニア大学大学院博士課程地域科学研究科修了（Ph.D.取得）[4]

### 職歴
- 1981年4月 麗澤大学外国語学部助手
- 1983年4月 同学部講師
- 1993年4月 同大学国際経済学部助教授
- 1996年4月 同学部教授
- 1999年4月 名古屋市立大学経済学部教授（同大経済学部附属経済研究所国際地域経済部門教授）
- 2001年4月 筑波大学大学院生命環境科学研究科国際地縁技術開発科学専攻教授
- 2008年4月 同大学生命環境学群生物資源学類学類長
- 2012年4月 同大学大学院生命環境科学研究科生物資源科学専攻専攻長
- 2014年4月 同大学名誉教授
- 2014年4月 麗澤大学大学院経済研究科・経済学部教授
- 2018年4月 同大学経済学部学部長
- 2019年4月 同大学学長
- 2021年 日本地域学会会長[5]

## 受賞等
- 第8回日本地域学会論文賞(Residential Land Use Modelに対して)1999年10月
- 第8回日本地域学会著作賞（自動車環境政策のモデル分析に対して）2009年10月
- 第14回日本地域学会著作賞（大震災からの復興と地域再生のモデル分析に対して）2015年10月

## 著書

### 単著
- Suminori Tokunaga,Landownership and Residential Lans Use in Urban Economies, Springer-Verlag Tokyo, 1996, p.127.

### 共著
- Structure and Change in the Space Economy, Editors Lakshmanan and Nijkamp, Springer-Verlag, 1993.
- Regional Cohesion and Competition in the Age of Globalization,Editors Kohno,Nijkamp and Poot,Edward Elgar, 2000.
- Modeling the Brazilian Economy, Editors Takao Fukuchi and Marco A.F.H. Cavalcanti, Ipea, 2003.
- 『互恵と自立の地域政策』（H.アームストロング、原勲編著、P.ホワイト、徳永澄憲、中村良平との共著、文眞堂、2005年）
- 『自動車環境政策のモデル分析』（徳永澄憲、武藤慎一、黄永和、孫林、沖山充との共著、文眞堂、2008年）
- 『大震災からの復興と地域再生のモデル分析』（徳永澄憲、沖山充との編著、文眞堂、2014年）

### 訳書
- アマルティア・セン『経済学の再生─道徳哲学への回帰─』（徳永澄憲、松本保美、青山治城との共訳、麗澤大学出版会、2002年）
- エーベル・バーナンキ『マクロ経済学（上）マクロ経済理論編』（伊多波良雄、大野幸一、高橋秀悦、谷口洋志、徳永澄憲、成相修との共訳、シーエーピー出版、2006年）
- エーベル・バーナンキ『マクロ経済学（下）マクロ経済政策編』（伊多波良雄、大野幸一、高橋秀悦、谷口洋志、徳永澄憲、成相修との共訳、シーエーピー出版、2007年）
- フィリップ・マッカン『都市・地域の経済学』（黒田達朗、徳永澄憲、中村良平との共訳、日本評論社、2008年）